# Chomiąża (województwo dolnośląskie)

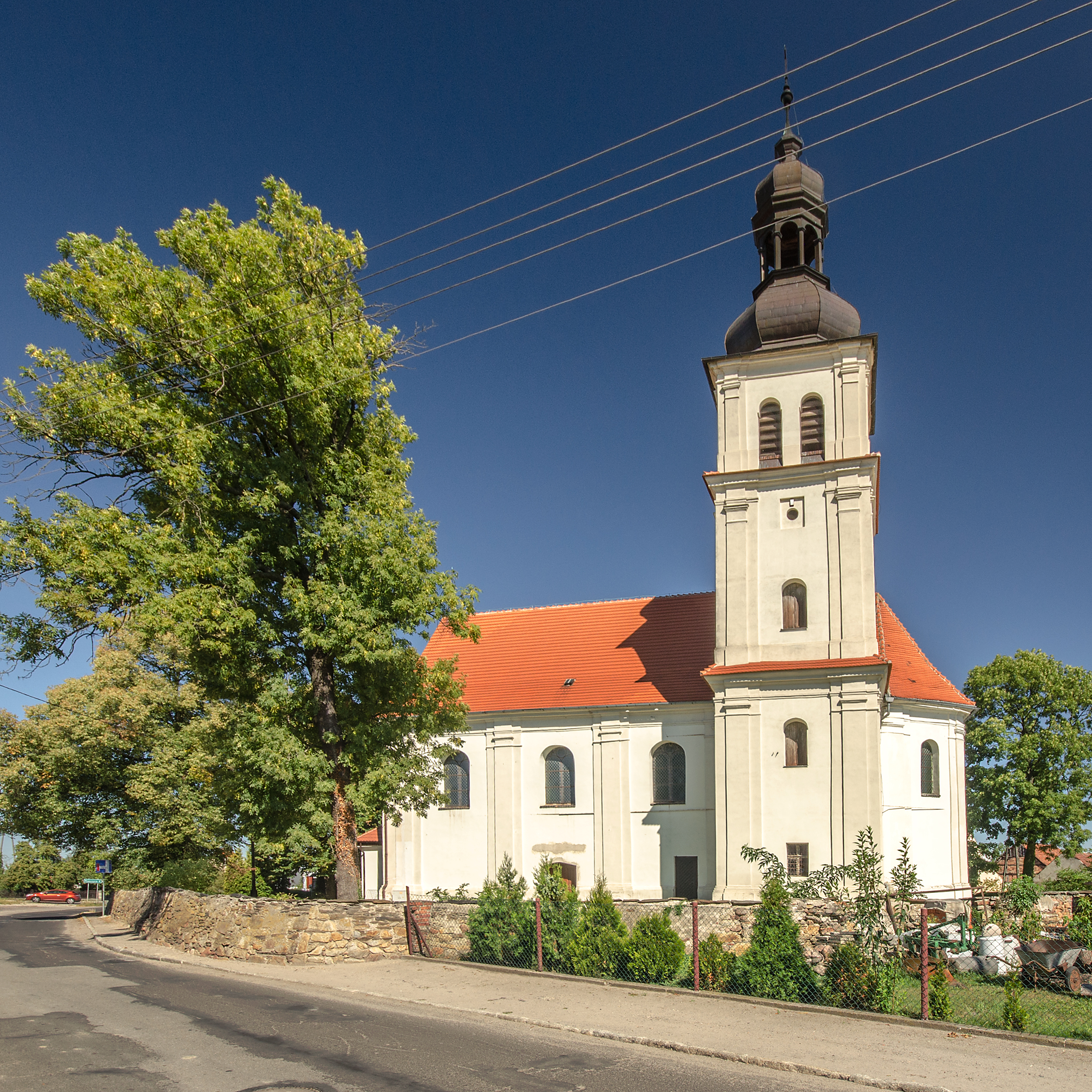
Kościół św. Michała Archanioła

Chomiąża – wieś w Polsce położona w województwie dolnośląskim, w powiecie średzkim, w gminie Malczyce.
Wieś wielodrożnica, położona 2 km na wschód od Malczyc, w mezoregionie Doliny Odry.
W latach 1954–1959 wieś należała i była siedzibą władz gromady Chomiąża, po jej zniesieniu w gromadzie Malczyce. 
W latach 1975–1998 miejscowość administracyjnie należała do województwa wrocławskiego.

## Opis
We wsi znajdują się: świetlica Gminnego Ośrodka Kultury, sklepy spożywczo-przemysłowe, jednostka Ochotniczej Straży Pożarnej i dwa przystanki autobusowe.

## Nazwa
Nazwa miejscowości prawdopodobnie ma związek ze słowem chom, oznaczającym gniot, przycisk lub obrączkę na głowie do noszenia ciężarów. Niemiecka nazwa miała prasłowiańskie pochodzenie od słowa kummezy, co oznaczało dół z wodą, z porośniętymi wokół trzcinami, turzycami, sitowiem lub innymi zaroślami.
Historyczne nazwy miejscowości:
- 1175 r. - Chomesa
- 1224 r. - Chomescha
- 1403 r. - Kumeise
- 1410 r. - Kumeyse
- 1711 r. - Komeise
- 1775 r. - Cameise
- 1786 r. - Camese
- 1845 r. - Camöse
- 1918 r. - Kamöse
- 1946 r. - Chomiąża

## Zabytki
Do wojewódzkiego rejestru zabytków wpisany jest:
- barokowy kościół parafii rzymskokatolickiej pw. św. Michała Archanioła, z 1683-1696 r. z polichromiami z 1743 r.[6]

### Inne zabytki
- krzyż kamienny, prawdopodobnie średniowieczny.